# Elli Kokkinou
Elli Kokkinou (grekiska: Έλλη Κοκκίνου), född 24 juli 1970 i Aten, är en grekisk sångerska. Hon har uppträtt tillsammans med artister som Anna Vissi, Sakis Rouvas och Kalomoira.

## Diskografi
- 1999: Epikindyna Paihnidia
- 2000: Andriki Kolonia
- 2003: Sto Kokkino
- 2003: Paradinomai (Best of)
- 2004: Sto Kokkino Platinum Edition
- 2005: SEX
- 2006: Ki Allo Platinum Edition
- 2007: Elikrina
- 2011: Ta Genethlia Mou
- 2017: Auti Eimai Ego